# Paura d'amore
Paura d'amore è un album del cantante siciliano Gianni Celeste, cantato in lingua napoletana, pubblicato nel 2012. In questo album canta una canzone cover dell'artista Nino D'Angelo (E io te credo).

## Tracce
1. Dillo
2. Cummigliato e te
3. Paura d'amore
4. Me vulisse cagnà
5. E io te credo
6. A porta dà speranza
7. Codice rosso
8. E pensu a tia